# Самърсет (окръг, Пенсилвания)
Окръг Самърсет (на английски: Somerset County) е окръг в щата Пенсилвания, Съединени американски щати. Площта му е 2800 km², а населението - 74 501 души (2017). Административен център е град Самърсет.